# لیندا ناکلین
لیندا ناکلین (انگلیسی: Linda Nochlin؛ ۳۰ ژانویه ۱۹۳۱ – ۲۹ اکتبر ۲۰۱۷) منتقد و مورخ هنر و پیشگام حوزه تاریخ هنر فمینیستی است وی با انتشار مقاله چرا تاکنون زن هنرمند بزرگی وجود نداشته‌است؟ در سال ۱۹۷۱ شناخته شد.
از جمله کتاب‌های وی می‌توان از زنان، هنر، قدرت و مقالات دیگر (۱۹۸۹)، سیاست‌شناسی تصویر (۱۹۹۱) و بازنمایی زنان (۱۹۹۹) نام برد.

## ترجمه به فارسی
- بدن تکه تکه شده: قطعه به مثابه استعاره‌ای از مدرنیته / لیندا ناکلین؛ مجید اخگر / تهران: حرفه هنرمند، ۱۳۸۵.
- زن، هنر، قدرت / لیندا ناکلین؛ ترجمه گروهی / انتشار اینترنتی، ۱۳۹۲.| داده‌های کتابخانه‌ای  | داده‌های کتابخانه‌ای                                                                                                                                                                     |
| ------------------- | --- |
| عمومی               | - ISNI - 1 - ویاف - 1 - ورلدکت (از طریق ویاف) |
| کتابخانه‌های ملی     | - نروژ - اسپانیا - فرانسه (داده‌ها) - کاتالونیا - آلمان - ایتالیا - اسرائیل - ایالات متحده آمریکا - لتونی - ژاپن - جمهوری چک - استرالیا - کره - کرواسی - هلند - لهستان - سوئد - واتیکان |
| نهادهای پژوهش هنری  | - نام هنرمندان (گتی) |
| پایگاه‌های دادهٔ علمی | - ساینی (ژاپن) |
| سایر                | - کاربرد چندوجهی اصطلاحات موضوعی - ریرو (سوئیس) - 1 - شبکه‌های اجتماعی و محتوای بایگانی شونده - سوداک (فرانسه) - 1 - تروو (استرالیا) - 1                                                |